# Barcragujn chumb (2020/2021)
Barcragujn chumb 2020/2021 (ze względów sponsorskich zwana jako VBET Armenia Premier League) była 29. sezonem najwyższej klasy rozgrywkowej w Armenii w piłce nożnej.
Brało w niej udział 10 drużyn, które od 14 sierpnia 2020 do 28 maja 2021 rozegrały 25 kolejek meczów.
W dniu 29 września 2020 w związku ze starciami w Górskim Karabachu, które doprowadziły do wprowadzenia w kraju stanu wojennego, mistrzostwa zostały czasowo zawieszone do 17 października.
Obrońcą tytułu była drużyna Ararat-Armenia Erywań.
Mistrzostwo po raz czwarty w historii zdobyła drużyna Alaszkert Erywań.

## Format rozgrywek
Dziesięć uczestniczących drużyn gra ze sobą trzykrotnie.(Հոդված 12.)
Zwycięzca ligi zostaje mistrzem Armenii i kwalifikuje się do I rundy kwalifikacyjnej Ligi Mistrzów UEFA.
Drużyna, która zajmie drugie, trzecie miejsce i zdobywca Pucharu Armenii, kwalifikuje się do I rundy kwalifikacyjnej Ligi Konferencji Europy UEFA.
W przypadku zdobycia pucharu przez drużynę, która zapewniła sobie grę w europejskich pucharach, awans otrzymuje czwarta drużyna rozgrywek.
Do niższej ligi spada bezpośrednio ostatnia drużyna, a dziewiąta rozegra baraż z drużyną z niższej ligi.

## Drużyny
| Uczestnicy poprzedniej edycji | Uczestnicy poprzedniej edycji | Uczestnicy poprzedniej edycji | Uczestnicy poprzedniej edycji |
| --- | ----------------------------- | ----------------------------- | ----------------------------- |
| ARM | Ararat-Armenia                | Erywań                        | 1                             |
| NOA | Noah Erywań                   | Erywań                        | 2                             |
| ALA | Alaszkert                     | Erywań                        | 3                             |
| SZI | Szirak Giumri                 | Giumri                        | 4                             |
| LOR | Lori Wanadzor                 | Wanadzor                      | 5                             |
| ARA | Ararat Erywań                 | Erywań                        | 6                             |
| URA | Urartu Erywań                 | Erywań                        | 7                             |
| PIU | Piunik Erywań                 | Erywań                        | 8                             |
| GDZ | Gandzasar Kapan               | Kapan                         | 9                             |
| Awans z Araczin chumb |                               |                               |                               |
| WAN | Wan Czarencawan               | Czarencawan                   | 1                             |
| Oznaczenia: - kolumna pierwsza – skróty nazw drużyn, - kolumna trzecia – siedziba klubu, - kolumna czwarta – miejsce zajęte w poprzednim sezonie. |                               |                               |                               |

## Tabela
| Lp. | Drużyna               | M  | Z  | R | P  | B+ | B- | +/– | Pkt | Kwalifikacja lub spadek                                |
| --- | --------------------- | -- | -- | - | -- | -- | -- | --- | --- | ------------------------------------------------------ |
| 1   | Alaszkert Erywań (M)  | 24 | 13 | 7 | 4  | 25 | 15 | +10 | 46  | Liga Mistrzów UEFA • I runda kwalifikacyjna            |
| 2   | Noah Erywań           | 24 | 12 | 5 | 7  | 35 | 20 | +15 | 41  | Liga Konferencji Europy UEFA • II runda kwalifikacyjna |
| 3   | Urartu Erywań         | 24 | 12 | 5 | 7  | 28 | 19 | +9  | 41  | Liga Konferencji Europy UEFA • II runda kwalifikacyjna |
| 4   | Ararat Erywań (P)     | 24 | 11 | 7 | 6  | 34 | 18 | +16 | 40  | Liga Konferencji Europy UEFA • II runda kwalifikacyjna |
| 5   | Ararat-Armenia Erywań | 24 | 10 | 8 | 6  | 32 | 17 | +15 | 38  |                                                        |
| 6   | Wan Czarencawan       | 24 | 9  | 4 | 11 | 25 | 30 | −5  | 31  |                                                        |
| 7   | Piunik Erywań         | 24 | 6  | 7 | 11 | 20 | 18 | +2  | 25  |                                                        |
| 8   | Lori Wanadzor (W)     | 24 | 7  | 2 | 15 | 16 | 44 | −28 | 23  | [ i ]                                                  |
| 9   | Szirak Giumri (S)     | 24 | 2  | 7 | 15 | 19 | 53 | −34 | 13  | spadek do Araczin chumb                                |
| 10  | Gandzasar Kapan (W)   | 0  | 0  | 0 | 0  | 0  | 0  | 0   | 0   | [ ii ]                                                 |

1. ↑  5 kwietnia 2021 Lori Wanadzor wycofała się z gry w ormiańskiej Premier League 2020/21[5].
2. ↑  3 listopada 2020 Gandzasar Kapan wycofał się z ormiańskiej Premier League 2020/21 ze względu na ograniczenia finansowe związane z pandemią COVID-19 i konflikt o Górski Karabach. Wyniki Gandzasara zostały anulowane[6][7].

## Wyniki spotkań
| Gospodarz \ Gość      | ALA | ARA | AAR | LOR | NOA | PYU | SHI | URA | VAN | ALA | ARA | AAR | LOR | NOA | PYU | SHI | URA | VAN |
| --------------------- | --- | --- | --- | --- | --- | --- | --- | --- | --- | --- | --- | --- | --- | --- | --- | --- | --- | --- |
| Alaszkert Erywań      |     | 1–2 | 0–0 | 2–1 | 1–0 | 0–0 | 0–0 | 1–2 | 2–1 |     |     | 1–0 | 3–0 |     | 1–0 |     | 1–0 |     |
| Ararat Erywań         | 0–1 |     | 1–0 | 3–0 | 1–1 | 1–0 | 4–0 | 2–0 | 1–1 | 0–0 |     |     | 3–0 | 2–3 |     | 5–2 |     |     |
| Ararat-Armenia Erywań | 1–2 | 0–0 |     | 1–2 | 3–1 | 2–1 | 7–0 | 0–1 | 3–0 |     | 1–1 |     |     | 0–0 |     | 2–1 |     | 2–3 |
| Lori Wanadzor         | 0–1 | 1–0 | 0–1 |     | 2–0 | 1–0 | 3–2 | 1–1 | 0–1 |     |     | 0–3 |     | 0–3 |     | 0–3 | 0–3 |     |
| Noah Erywań           | 1–2 | 2–1 | 0–0 | 3–1 |     | 0–1 | 2–2 | 1–1 | 4–0 | 1–0 |     |     |     |     | 1–0 | 3–0 |     | 1–2 |
| Piunik Erywań         | 1–1 | 1–1 | 0–1 | 1–1 | 0–1 |     | 0–2 | 0–0 | 0–0 |     | 1–2 | 0–0 | 3–0 |     |     |     | 0–1 |     |
| Szirak Giumri         | 1–1 | 0–3 | 2–2 | 0–1 | 0–3 | 0–2 |     | 0–3 | 0–0 | 0–0 |     |     |     |     | 1–5 |     | 1–1 | 1–2 |
| Urartu Erywań         | 1–2 | 2–0 | 1–2 | 3–0 | 0–3 | 0–1 | 1–0 |     | 2–0 |     | 1–0 | 0–0 |     | 1–0 |     |     |     | 2–1 |
| Wan Czarencawan       | 0–1 | 0–1 | 0–1 | 1–2 | 0–1 | 1–0 | 3–1 | 3–1 |     | 3–1 | 1–1 |     | 3–0 |     | 0–3 |     |     |     |

1. 1 2 3 4 5 6 7 8  5 kwietnia 2021 Lori Wanadzor wycofała się z ligi, pozostałe mecze z jej udziałem zostały uznane jako walkowery.
2. ↑  Mecz 18. kolejki między Ararat Erywań a Lori Wanadzor uznany jako walkower dla Ararat Erywań. Drużyna Lori Wanadzor zeszła na początku meczu z boiska w proteście przeciwko przyznaniu walkoweru za mecz 1. kolejki z Urartu Erywań[10].
3. ↑  Mecz 1. kolejki między Urartu Erywań a Lori Wanadzor uznany jako walkower dla Urartu Erywań. Lori Wanadzor nie mogła wystawić drużyny z powodu COVID-19.

## Najlepsi strzelcy
| Bramki | Strzelcy             | Drużyna               |
| ------ | -------------------- | --------------------- |
| 10     | Yusuf Otubanjo       | Ararat-Armenia Erywań |
| 7      | Jonel Désiré         | Lori Wanadzor         |
| 7      | Uroš Nenadović       | Ararat Erywań         |
| 6      | Vladimir Azarov      | Noah Erywań           |
| 6      | Wilfried Eza         | Wan Czarencawan       |
| 6      | Mory Kone            | Ararat Erywań         |
| 5      | Dawid Dawidian       | Alaszkert Erywań      |
| 5      | Petros Avetisyan     | Noah Erywań           |
| 4      | Aleksandr Karapetyan | Ararat-Armenia Erywań |
| 4      | Mailson Lima         | Ararat-Armenia Erywań |
| 4      | Edgar Movsesyan      | Wan Czarencawan       |

Źródło: 

## Stadiony
| Alaszkert Erywań Noah Erywań |
| ---------------------------- |
| Stadion Alaszkert            |
|                              |

| im. Wazgena Sarkisjana |
|                        |

| Ararat-Armenia Erywań Gandzasar Kapan |
| ------------------------------------- |
| Stadion Akademii Piłkarskiej          |
|                                       |

| Lori Wanadzor             |
| ------------------------- |
| Vanadzor Football Academy |
|                           |

| Szirak Giumri   |
| --------------- |
| Stadion Miejski |
|                 |

| Urartu Erywań  |
| -------------- |
| Stadion Urartu |
|                |

| Wan Czarencawan |
| --------------- |
| Stadion miejski |
|                 |

Źródło: 